# Lista siturilor arheologice din județul Buzău - J
Lista siturilor arheologice din județul Buzău - J conține toate siturile arheologice din județul Buzău înscrise în Repertoriul Arheologic Național (RAN) și aflate în localități al căror nume începe cu litera J. RAN este administrat de Ministerul Culturii și Patrimoniului Național și cuprinde date științifice, cartografice, topografice, imagini și planuri, precum și orice alte informații privitoare la zonele cu potențial arheologic, studiate sau nu, încă existente sau dispărute.
Puteți căuta un sit din localitățile care încep cu litera J folosind formularul de mai jos sau puteți naviga prin toate siturile din județ la Lista siturilor arheologice din județul Buzău.
| Cod RAN     | Denumire | Localitate                    | Adresă      | Datare      | Descoperit | Coordonate | Imagine           | Erori            |
| ----------- | --- | ----------------------------- | ----------- | ----------- | ---------- | ---------- | ----------------- | ---------------- |
| 45147.01.01 | Situl arheologic de la Joseni - "La Biserică" / ansamblu anonim (Categorie: locuire civilă) (Tip: Așezare)  | sat Joseni, comuna Berca      | La Biserică | Monteoru    |            |            | Încărcați imagine | Raportați eroare |
| 45147.01.02 | Situl arheologic de la Joseni - "La Biserică" / ansamblu anonim (Categorie: locuire civilă) (Tip: Așezare)  | sat Joseni, comuna Berca      | La Biserică | sec. IV - V |            |            | Încărcați imagine | Raportați eroare |
| 47701.01.01 | Așezarea medievală de la Jghiab - "La Vățeanu" / ansamblu anonim (Categorie: locuire civilă) (Tip: Așezare) | sat Jghiab, comuna Mânzălești | La Vățeanu  |             |            |            | Încărcați imagine | Raportați eroare |
| 45147.02    | Cruce de piatră la Joseni (Categorie: structură de cult/religioasă) (Tip: cruce)                            | sat Joseni, comuna Berca      |             | sec. XVIII  |            |            | Încărcați imagine | Raportați eroare |